# Hao Zhao
En aquest nom xinès, el cognom és Hao.
Hao Zhao, nom estilitzat Bodao (伯道), va ser un general militar de Cao Wei durant el període dels Tres Regnes de la història xinesa. La seva única victòria més important front el més gran exèrcit de Shu Han dirigir per Zhuge Liang durant el Setge de Chencang el va fer una celebritat de cop i volta, però aviat es va morir d'una malaltia abans que pogués seguir les seves gestes.

## Biografia

### Inicis
Nasqué en Taiyuan i va ser descrit com "un brillant home, d'ampla esquena, potent, com tant un bon arquer i prudent estrateg", i tenia una reputació de ser alhora heroica i forta. Quan era jove, es va unir a l'exèrcit Wei com el comandant d'una divisió, i va tenir una reeixida carrera militar des de molt aviat. Va ser nomenat General de Diversos Títols i estacionà a Hexi aproximadament deu anys, també es va guanyar el respecte tant de la gent comuna i les tribus estrangeres.

### Com a defensa local
Quan Zhuge Liang va llançar la seua segona Campanya del Nord contra Wei, Sima Yi, suposà correctament que Zhuge mouria el seu exèrcit a Chencang, recomana a Hao Zhao de construir fortificacions allà, i va dir amb confiança a l'emperador de Wei que Hao Zhao faria de Chencang un lloc "absolutament segur". Zhao va ser ascendit a General que Guarda l'Oest, i va ser enviat a Chencang.
Zhuge Liang va enviar exploradors en preparació per a la seva segona campanya contra Wei. Els exploradors van tornar, descrivint les fortificacions de Chencang com "molt fortes i a més defensades per barreres espinoses". Van recomanar una ruta alternativa, però Liang estava decidit a marxar a través de Chencang per tal d'arribar a la ciutat de Jieting. Quan van arribar a la ciutat-fortalesa, Wei Yan avançà amb un exèrcit i envoltà Chencang. No tingué cap èxit a l'intentar capturar la ciutat, i gairebé va ser executat per Liang pel seu fracàs. Jin Xiang, un Conseller de Shu i un amic d'infància d'Hao Zhao, es va dedicar a tractar de convèncer a Hao Zhao de trair Wei. La primera vegada que van parlar, Hao Zhao no va sentir res d'això, dient "No hi ha res que pugues dir; només he de morir. Torna i agraeix-lo a Zhuge Liang; pot llançar el seu atac." Jin Xiang torna cap a Liang, i de nou tractà de persuadir a Zhao de desertar. Hao Zhao esta vegada va preparar una fletxa i contestà "Fora! O dispararé. Ja ho vaig dir abans, i no ho diré més." En sentir això, Zhuge Liang va anomenar al desafiant general com a ximple, i ell mateix va descriure la seva confiança millor quan es vantava "No crec que un lloc tan petit em puga vèncer ". En escoltar açò l'atac va començar.

#### Setge
Les probabilitats estaven terriblement en contra de Hao Zhao -- ell només tenia 1.000 en eixe moment, mentre que l'exèrcit de Shu Han comptava amb 100.000 homes. L'exèrcit de Shu en un primer moment intentà enfilar la muralla usant escales de setge. Zhao les va contraatacar amb fletxes de foc, cremant les escales i a la gent en elles. Zhuge Liang no esperava açò i es va molestar molt. Després va enviar ariets per intentar trencar les portes, que van ser contrarestats per grans pedres, lligades i suspeses de les parets amb una corda, que se deixaren caure i destruïren els ariets. Els assaltants a continuació tractaren d'omplir els fossats i atacar directament els murs, però això va ser contrarestat quan una segona muralla va ser construïda des de l'interior. Liao Hua fou enviat amb 3000 homes a cavar trinxeres a la ciutat, però va ser frustrat per altres noves trinxeres. La lluita va continuar durant 20 dies, amb Zhuge Liang cada vegada més deprimit.
Va arribar la notícia dels reforços Wei encapçalats per Wang Shuang, i l'exèrcit de Zhuge no va ser capaç d'aturar l'arribada de l'exèrcit de Shuang a Chencang, i va perdre dos generals en el camí. Amb Wang Shuang construint fortificacions addicionals i no sent capaç de detindre-lo, Zhuge va agafar el consell de Jiang Wei, que va dir que Chencang "no pot ser pres" amb Hao Zhao en la defensa. He retreated.
A Hao Zhao se li va donar el títol noble de Marqués i l'emperador li va fer un comentari a un escriptor del Palau "el teu comtat ha produït un general excepcional, quina preocupació he de tenir?" Els serveis de Hao Zhao van ser usats amb freqüència a partir de llavors. Amb tot, seguint la mort de Wang Shuang, Hao Zhao va emmalaltir i va estar a prop de morir. Quan Zhuge Liang va conèixer la notícia, saltà d'alegria i immediatament va iniciar la seva tercera expedició al nord. Va organitzar una incursió en Chencang, i va enviar a Jiang Wei i Wei Yan amb 5000 soldats per atacar Chencang. Sentint a través del murs a l'exèrcit Shu des del seu llit de mort, Hao Zhao es va animar a portar la defensa de nou. A causa d'una maniobra de Zhuge, van esclatar incendis en cadascuna de les portes Chencang, i el malalt es va ensorrar, dient les seves últimes paraules al seu fill Hao Kai. Les seves paraules van ser registrades així:
"Jo com a general, sé el que un general no ha de fer. M'han obert molts un túmul funerari, obtenint la seva fusta per a ser utilitzats en la fabricació d'eines de batalla i, per tant, sé que un gran funeral no és de cap utilitat per als morts. Has de vestir meu cos amb roba tots el dies. En la vida, el viure no té cap llar, en la mort a on va? Avui vaig a la meva tomba que està molt lluny, al nord, sud, est o oest, depèn de tu."
Zhuge va enviar el cos d'Hao Zhao a la seva família de Wei, respectant la lleialtat que l'home havia mostrat. A l'escoltar la notícia de la mort de Hao Zhao, la reacció del general de Wei Guo Huai va ser descrita com a d'espant.

## Anotacions
1. ↑  (昭字伯道，太原人，为人雄壮，少入军为部曲督，数有战功，为杂号将军，遂镇守河西十余年，民夷畏服。). Curta Història de Wei. Yu Huan.
2. ↑  (亮又使详重说昭，言人兵不敌，无为空自破灭。昭谓详曰：“前言已定矣。我识卿耳，箭不识也。”详乃去。). Curta Història de Wei.
3. ↑  (贼众十万，顿兵郭下，围城三匝，于是不逞作慝). Registres de Shanxi (《山西通志》).